# Koninkrijk Holland
Het Koninkrijk Holland (toenmalige spelling: Koningrijk Holland) was de officiële staatsvorm  van wat nu voor een groot deel Nederland is, tussen 1806 en 1810. Het grondgebied werd ingelijfd bij het Eerste Franse Keizerrijk door  Napoleon Bonaparte, als bestuursvorm veranderde de Bataafse Republiek in een koninkrijk. Napoleon stelde zijn derde broer, Lodewijk Napoleon Bonaparte, aan als koning van een nieuw opgericht Koninkrijk Holland. 

## Geschiedenis

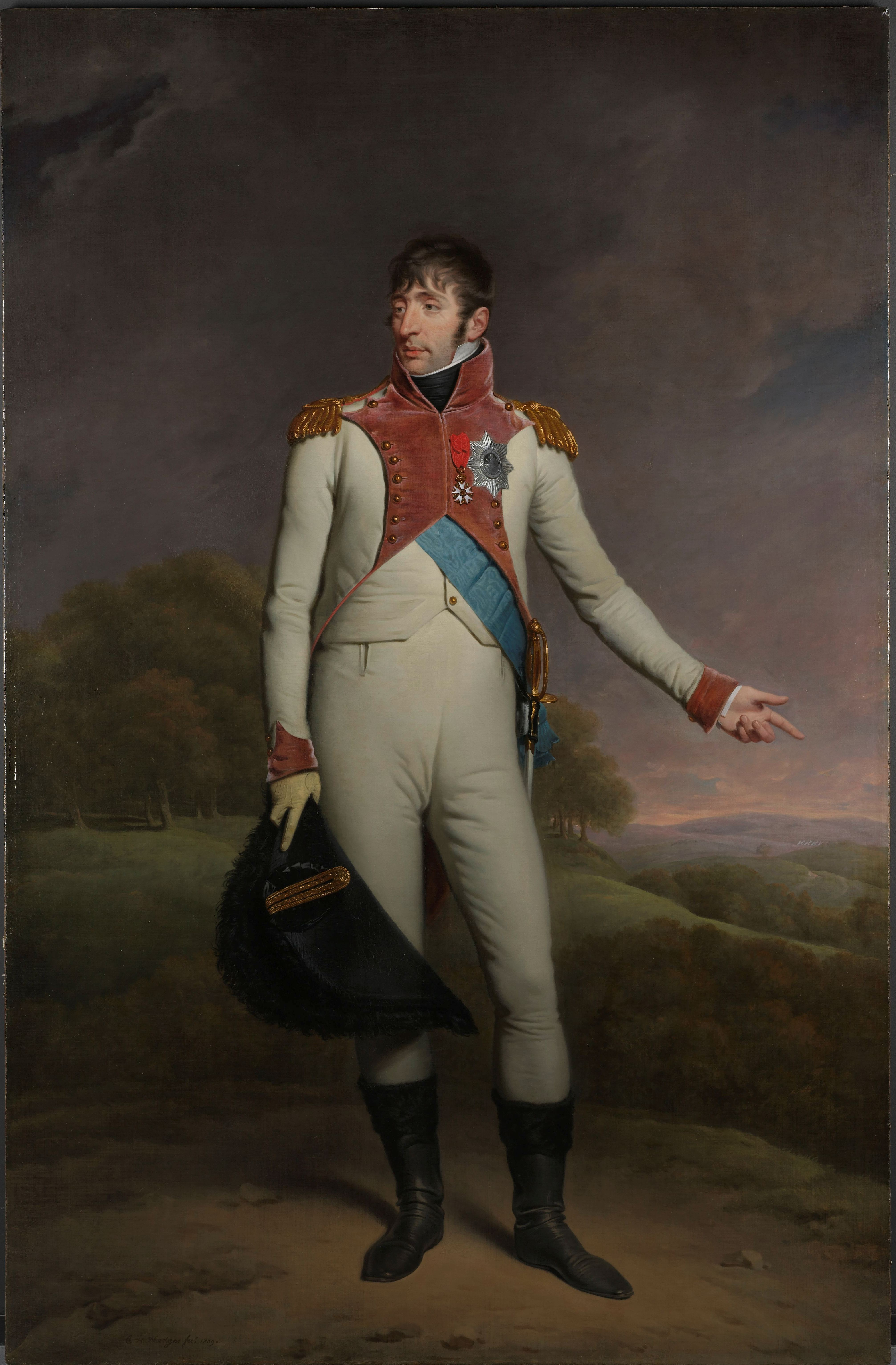
Lodewijk Napoleon Bonaparte

In de periode vanaf 1795 werd de basis gelegd voor vernieuwing van het bestuur van de maatschappij: er werd een omslag gemaakt naar een gecentraliseerde eenheidsstaat. De jurist Rutger Jan Schimmelpenninck werd in de Bataafse Republiek de belangrijkste staatsman, hij ontwierp in 1805 in opdracht van Napoleon Bonaparte en in overleg met zijn ambtenaren in Parijs een nieuwe staatsinrichting. In 1806 werd de republikeinse traditie van de Nederlanden verlaten: het bestuur werd omgevormd tot een koninkrijk om de voormalige Bataafse Republiek meer direct onder controle van de centrale machthebber Napoleon te plaatsen. Broer Lodewijk Napoleon wordt ingezet als koning. Een vergelijkbare strategie volgde Napoleon in Napels en Spanje, waar hij zijn oudere broer Joseph als koning aanstelde, en in Westfalen, waar zijn jongste broer Jérôme Bonaparte koning werd. Na een door Napoleon georkestreerd verzoek vanuit Den Haag werd op 5 juni 1806 het koninkrijk opgericht, met Lodewijk Napoleon als koning. De naam van het leidende departement, Holland, werd nu aan het hele land gegeven.
Het Franse bestuursmodel, de wetgeving en de rechterlijke organisatie werden in het nieuwe Koninkrijk ingevoerd, er kwamen onafhankelijke rechters en een zelfstandig orgaan dat het belang van de keizerlijke overheid behartigde, Le Ministère Public (Openbaar Ministerie). Deze   structuren van de staatsinrichting zijn tot op heden in het Nederlandse staatsbestel herkenbaar.
In de Vierde Coalitieoorlog werden het Pruisische Oost-Friesland en het Russische Jeverland door Franse en Hollandse troepen veroverd. In 1807 werden de beide gebieden samengevoegd tot het nieuwe departement Oost-Friesland, dat een onderdeel van het koninkrijk Holland werd. Bij keizerlijk decreet werd Vlissingen in december 1807 onder Frans bestuur geplaatst.
Koning Lodewijk loste Napoleons verwachtingen en eisen niet in. Hoewel Napoleon zijn broer op het hart gedrukt had Fransman te blijven, profileerde Lodewijk Napoleon zich als een zeer 'Hollandse' koning. Hij probeerde niet alleen de belangen van zijn broer te dienen, maar ook de Nederlandse belangen. Hij verkleinde het leger in plaats van, zoals zijn broer wilde, het te vergroten. Voor Holland nadelige maatregelen van keizer Napoleon, zoals invoer van de dienstplicht en de handelsboycot tegen Engeland, het Continentaal stelsel, voerde hij met tegenzin uit en niet erg strikt. Deels wetend hoe slecht dat voor de Hollandse economie zou uitpakken. Lodewijks pogingen de  bevolking gunstig te stemmen vonden echter geen genade in de ogen van zijn broer. Napoleon was ontevreden over het functioneren van Lodewijk Napoleon als koning van Holland. Zo mocht de door Lodewijk Napoleon ingestelde Orde van de Unie in de omgeving van de keizer niet worden gedragen.
In de winter van 1809 kwam dan ook het einde van het koninkrijk in zicht. Op Walcheren vond een Engelse invasie plaats. Hoewel deze door Franse en Nederlandse strijdkrachten werd afgeslagen, betekende het een verdere beschadiging van Lodewijks positie als vorst. Napoleon vond dat het verzet te traag op gang was gekomen. In december 1809 werd Walcheren onder Frans bestuur geplaatst. Op 16 maart 1810 werd het gebied ten zuiden van de Waal en Merwede door Napoleon bij het Franse keizerrijk ingelijfd en enkele maanden later het resterende deel van het koninkrijk. In de hoop de Nederlandse zelfstandigheid te bewaren deed Lodewijk afstand van de troon. Hij werd op 1 juli formeel opgevolgd door zijn jonge zoontje Napoleon Lodewijk, als koning Lodewijk II. Napoleon negeerde dit besluit echter en lijfde de restanten van het koninkrijk Holland per decreet, het Decreet van Rambouillet, gedateerd 9 juli 1810, in bij het Eerste Franse Keizerrijk. Het koninkrijk werd ontbonden.
Er komt een Franse gouverneur-generaal, Charles François Lebrun, die met drie intendanten het bestuur voert in naam van keizer Napoleon. Een van die intendanten is de vroegere Nederlandse minister Isaäc Jan Alexander Gogel. Er is geen afzonderlijk Koninkrijk Holland meer, grondgebied en bestuur vallen nu zonder bestuurlijke tussenlaag direct in keizerlijk hand, tot 1813. Toen Napoleon in 1815 definitief was verslagen in Europa werd Nederland een onafhankelijke monarchie met de nieuwe koning Willem I als vorst.

## Bestuurlijke indeling
Na de oprichting van het koninkrijk Holland in 1806 werd bij wet van 13 april 1807 de departementale indeling opnieuw vastgesteld. De belangrijkste wijziging ten opzichte van de indeling tijdens het Bataafs Gemenebest was de splitsing van het departement Holland in de departementen Amstelland en Maasland en de afsplitsing van het nieuwe departement Drenthe van het departement Overijssel. Het departement Bataafs Brabant werd hernoemd tot departement Brabant en het departement Stad en Landen van Groningen tot departement Groningen. Verder werd bepaald dat de Maas de noordgrens van Brabant zou vormen. In juli 1807 kwam het departement Oost-Friesland hier nog bij, wat het uiteindelijke aantal departementen op elf bracht.

#### Lijst van departementen
- departement Amstelland
- departement Brabant
- departement Drenthe
- departement Friesland
- departement Gelderland
- departement Groningen
- departement Maasland
- departement Overijssel
- departement Utrecht
- departement Zeeland
- departement Oost-Friesland

## Nalatenschap Lodewijk Napoleon
Met de invoering van het koninkrijk Holland kwam het Bataafs Gemenebest tot een einde.
Lodewijk verplaatste in 1808 de hoofdstad van het land van Den Haag naar Utrecht en vervolgens naar Amsterdam, waar hij zich vestigde in het Paleis op de Dam, tot dat moment functionerend als het stadhuis van Amsterdam. Dit besluit is ook na 1813 overeind gebleven, waardoor Amsterdam nog steeds formeel de hoofdstad van Nederland is.
Op cultureel gebied was Lodewijks nalatenschap zeer belangrijk. De koning trachtte de Nederlandse kunsten en wetenschappen te bevorderen. Dit deed hij onder andere door de instelling van het Koninklijk Instituut van Wetenschappen (de latere Koninklijke Nederlandse Akademie van Wetenschappen) en de Koninklijke Bibliotheek. Ook gaf hij de aanzet tot de oprichting van het Rijksmuseum, dat in zijn begintijd onderdak vond in het Paleis op de Dam. Op godsdienstig gebied stelde hij fondsen in het vooruitzicht voor rooms-katholieken die een eigen kerk wilden bouwen. Ook trachtte hij de oecumene te bevorderen: hij droomde van kerkgebouwen waarin de verschillende christelijke kerken bij elkaar kwamen voor hun erediensten.

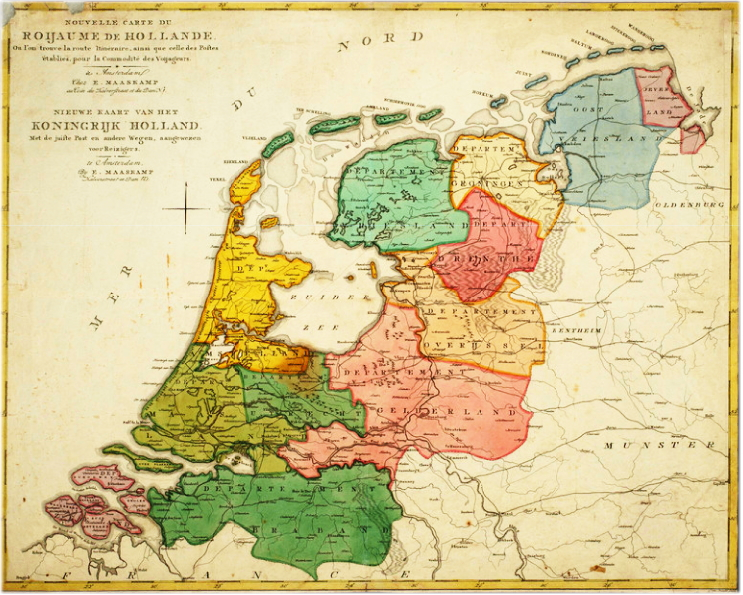
Koninkrijk Holland 1809, uitgave Evert Maaskamp